# Emma
Emma é um romance de Jane Austen, que foi publicado pela 1ª vez em 23 dezembro de 1815. Assim como em seus outros romances, Austen relata as dificuldades das mulheres inglesas no início do século XIX, criando através de seus personagens uma comédia de costumes.
Na introdução, Austen descreve: "Emma Woodhouse, bonita, inteligente, e rica". Emma, no entanto, é principalmente mimada; ela superestima seu poder de manipular as situações, assim como não percebe os perigos de interferir na vida das pessoas e engana-se facilmente sobre o sentido das intenções e atitudes alheias.

## Sinopse
Emma Woodhouse, aos 20 anos, é uma bela e privilegiada mulher inglesa, que vive na propriedade fictícia de Hartfield, em Surrey, na vila de  Highbury, com seu pai, um hipocondríaco. O amigo e único critico de Emma, o gentil George Knightley, é seu vizinho no condado de Donwell, e irmão do marido de sua irmã mais velha, Isabella.
Quando o romance inicia, Emma está justamente presenciando o enlace de Miss Taylor, sua melhor amiga e antiga governanta, com Mr. Weston, casamento esse que foi possibilitado pela ação de Emma, o que a leva a tomar a decisão de manipular a vida das pessoas com a função de planejar e promover aproximações e casamentos.
A despeito das advertências de Mr. Knightley, Emma exerce indiscriminadamente sua função de “casamenteira”, e tenta aproximar sua nova amiga Harriet Smith, uma doce, mas não muito brilhante adolescente de 17 anos, de Mr. Elton, o pároco local. Emma tenta convencer Mr. Elton, aos poucos, de que as constantes atenções são resultantes da atração e do amor crescente que Harriet lhe dispensa. Sente, porém, que vários eventos podem atrapalhar seus planos, e assim persuade Harriet a recusar uma vantajosa proposta de casamento, com o gentil e jovem fazendeiro Mr. Martin, que Emma decide não ser adequado para Harriet, convencendo-a a rejeitá-lo.
Mediante as várias atenções dispensadas por Emma para com Mr. Elton, na tentativa de influenciá-lo para o casamento com Harriet, e sendo ele desejoso de galgar posições sociais, propõe casamento para Emma, enganado pelas evidências. Emma, surpresa ante o ocorrido, revela que o imaginava atraído por Harriet, com quem Mr. Elton rejeita a ideia de casar, pois a considera socialmente inferior. Após rejeitar, ela mesma, Mr. Elton, Harriet fica decepcionada, e Emma tenta convencê-la de que Mr. Elton é indigno dela. Mr. Elton revela-se cada vez mais arrogante e pomposo, e retorna posteriormente para Bath com uma vulgar, mas rica esposa, que começa a fazer parte do círculo social local.
Um interessante acontecimento é a chegada, nas proximidades, de Frank Churchill, filho de Mr. Weston; Emma nunca o encontrara, mas fica interessada em conhecê-lo.
Outras personagens são a órfã Jane Fairfax, a reservada, bela e elegante sobrinha da falante Miss Bates, uma solteirona bem-relacionada, mas muito pobre.
Emma tenta relacionar-se, ela mesma, com Frank, pois acredita que eles fazem um “lindo par”. Posteriormente, descobre que Jane e Frank estavam secretamente compromissados, e que a atenção que ele lhe dava era para disfarçar seu relacionamento clandestino com Jane.
Quando, porém, Harriet confidencia que pensa em Mr. Knightley com amor, o ciúme faz com que Emma perceba em si mesma o amor por ele. Ele a ama por longo tempo, e após o relacionamento de Jane e Frank ser revelado, Mr. Knightley propõe casamento a Emma, que aceita.
Eventualmente, Harriet se reconcilia com o jovem fazendeiro Mr. Martin, e eles casam. Jane e Emma se reconciliam antes de Jane e Frank irem para Yorkshire. Finalmente, Emma e Mr. Knightley decidem que, após o casamento, vão viver com o pai de Emma em Hartfield, ao invés de morar na propriedade de Knightley, em Donwell.

## Personagens principais
Emma Woodhouse, a protagonista da história, é uma bela, espirituosa, inteligente e “superficial” jovem de 21 anos. Sua mãe faleceu quando ela era muito jovem, e assim a jovem tomou conta da casa desde cedo. Enquanto em alguns aspectos ela é muito madura, em outros comete muitos enganos. Apesar de afirmar constantemente que nunca se casará, passa seu tempo maquinando casamento para os outros, e se acha incapaz de se apaixonar, até que o ciúme faz com que se perceba apaixonada por Mr Knightley.

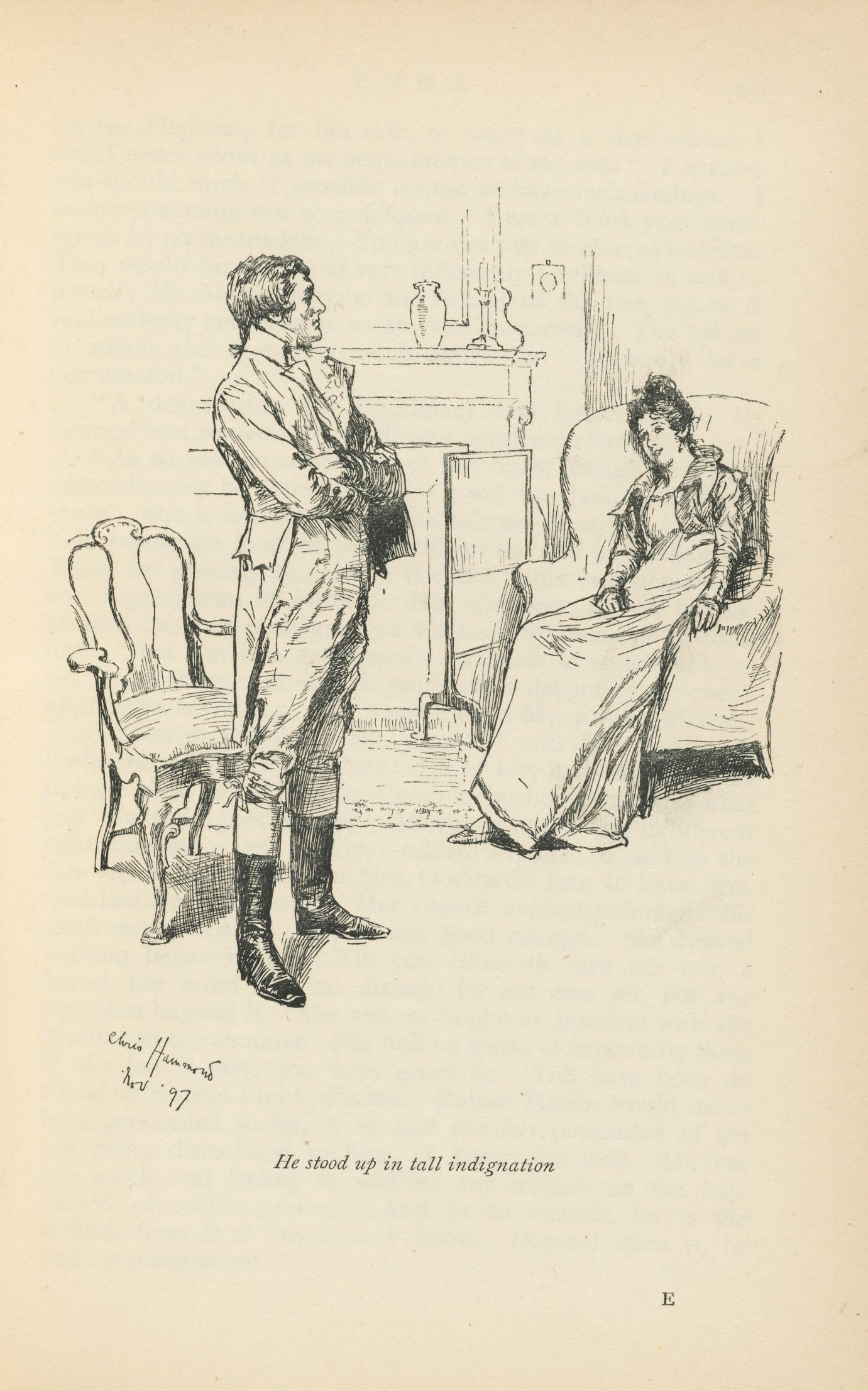
O personagem George Knightley, em ilustração de Chris Hammond (1898)

George Knightley, com 37 ou 38 anos, é um amigo íntimo de Emma, e seu único crítico. Mr Knightley é o proprietário de Donwell, e é o irmão de Mr John Knightley – o marido da irmã mais velha de Emma, Isabella. Mr Knightley fica muito decepcionado com as atitudes de Emma, em especial por persuadir Harriet a rejeitar Mr Martin e a encorajar Mr Elton. Ele suspeita das atitudes de Frank Churchill; posteriormente, percebe que tais suspeitas são derivadas do ciúme com relação a Emma.
Mr Frank Churchill, filho do primeiro casamento de Mr Weston, um amável jovem que é querido por todos, com exceção de Mr Knightley, que o considera imaturo; posteriormente, tais sentimentos são revelados como resultantes dos ciúmes que Mr Knightley têm em virtude de um possível relacionamento de Frank com Emma.
Jane Fairfax, uma órfã que só tem uma tia, Miss Bates, e uma avó, Mrs Bates. Ela é bela, inteligente e elegante, foi bem educada e tem excepcional talento para o canto e o piano. Ela é pobre, e está destinada a ser uma governanta, situação que a amedronta.
Harriet Smith, uma jovem amiga de Emma, é bonita, mas um tanto ingênua e não sofisticada; foi educada numa escola das proximidades. Seus pais são desconhecidos, e revela no ultimo capítulo ser filha de um comerciante razoavelmente rico, mas não um cavalheiro. Emma protege e manipula Harriet, tornando-a objeto de muitos de seus erros. Harriet inicialmente rejeita uma proposta de casamento do fazendeiro Robert Martin, pois Emma acredita que ele não está a sua altura. No fim do romance Harriet aventa a possibilidade de um relacionamento com Mr Knightley, fato que acaba revelando a Emma o amor que sente por ele. Posteriormente, Harriet e Mr. Martin se reconciliam, a despeito da interferência de Emma.
Philip Elton é um ambicioso e jovem pároco. Emma quer casá-lo com Harriet, ele porém, quer casar com Emma. Após a rejeição, revela sua verdadeira intenção, casando com outra mulher, vulgar e rica.
Augusta Elton, anteriormente Miss Hawkins, é a detestável e rica esposa de Mr Elton. Ela é dominadora e pretensiosa, em suas tentativas de ser sempre o centro das atenções.
Mrs Anne Weston, anteriormente Miss Taylor, foi governanta de Emma por 16 anos, e se tornou sua confidente e amiga. No início da história, casa com Mr Weston.
Mr Weston, um rico recente, que vive perto de Hartfield e casa com Miss Taylor, a governanta de Emma. É pai, pelo primeiro casamento, de Frank Churchill.
Miss Bates, uma amigável solteirona cuja mãe, Mrs Bates, é uma amiga de Mr Woodhouse. Sua sobrinha, Jane Fairfax, é a luz de sua vida. Um dia, Emma a humilha, falando sobre sua prolixidade, e posteriormente Mr Knightley tenta aproximá-las.
Mr Henry Woodhouse, pai de Emma, é hipocondríaco e lamenta constantemente o fato de Isabella e Miss Taylor terem casado e ficado longe dele.
Isabella Woodhouse é a irmã mais velha de Emma e filha de Henry; é casada com John Knightley.
John Knightley é o marido de Isabella e irmão mais novo de George.

## Características
Emma Woodhouse é a primeira heroína de Austen sem preocupações financeiras, o que é a razão, segundo ela declara para a ingênua Miss Woodhouse, de não ter interesse em casar.
Contrastando com as demais heroínas de Austen, Emma se mostra imune à atração romântica ou sexual, e não demonstra interesse romântico pelos homens que conhece. Emma fica genuinamente surpresa, e até desgostosa, quando Mr Elton declara seu amor por ela, assim como não entende a afeição entre Harriet Smith e Robert Martin; apenas após Harriet Smith revelar seu interesse por Mr Knightley é que Emma percebe o amor que sente por ele.
Apesar de sua família ser amorosa e ter uma situação financeira estável, a vida de Emma é vazia e fútil, tem poucas companhias de sua idade quando a história principia. Sua determinação em manipular as pessoas pode ser o protesto contra o limitado alcance de uma mulher rica, especialmente de uma mulher solteira e sem filhos.

## Cinema e TV
Emma foi objeto de muitas adaptações:
- 1948: Emma – série de TV
- 1960: Emma – série da BBC para TV
- 1972: Emma – série da BBC, estrelando Doran Godwin como Emma.
- 1995: Clueless As Patricinhas de Bevely Hills em português – uma adaptação moderna, de Amy Heckerling, estrelando Alicia Silverstone como Cher Horowitz (Emma).
- 1996: Emma – filme estrelando Gwyneth Paltrow como Emma.
- 1996: Emma – série para TV, estrelando Kate Beckinsale como Emma.
- 2009: Emma – série para TV, estrelando Romola Garai como Emma.
- 2010: Aisha – filme indiano estrelando Sonam Kapoor como Aisha (Emma - Bollywood Versão).[3]
- 2020: Emma – filme estrelando Anya Taylor-Joy como Emma.

## Emmana cultura popular
- O romance Emma está retratado no filme britânico Naked (1993), de Mike Leigh, em que o personagem Johnny (interpretado por David Thewlis) confunde o título e o nome do autor.
- Joan Aiken escreveu o romance Jane Fairfax: The Secret Story of the Second Heroine in Jane Austen's Emma.
- Reginald Hill escreveu um conto em 1987, "Poor Emma" (incluso em 2007 em There are no Ghosts in the Soviet Union).
- The Importance of Being Emma, um romance de Juliet Archer, é uma versão moderna de Emma.
- Emma and the Werewolves: Jane Austen and Adam Rann, um romance de Adam Rann.[4]
- O filme Clueless é vagamente inspirado nessa obra.[5]